# Àtal (agrià)
Àtal fou un cap dels agrians en temps d'Alexandre el Gran. Va dirigir als agrians que combatien al costat d'Alexandre en les batalles d'Issos (333 aC) i Arbela (331 aC).